# Crossref
Crossref (anteriormente escrita CrossRef)es una organización sin fines de lucro que provee infraestructura digital para la comunidad  académica y de investigación global. Crossref registra y conecta el conocimiento de forma única y persistente a través de metadatos e identificadores abiertos para todos los objetos de investigación, como subvenciones y artículos. Es la mayor agencia de registro de identificadores de objetos digitales (DOI) de la Fundación Internacional DOI. Tiene 19.000 miembros de 150 países que representan a editores, bibliotecas, instituciones de investigación y financiadores. Se lanzó a principios de 2000 como un esfuerzo cooperativo entre editores para permitir enlaces persistentes de citas multiplataforma en revistas académicas en línea. Para julio de 2023, Crossref identifica y conecta 150 millones de registros de metadatos sobre objetos de investigación disponibles abiertamente para su reutilización sin restricciones. Facilitan un promedio de 1.100 millones de resoluciones DOI (clics en un enlace DOI) cada mes y tienen 1.000 millones de consultas de metadatos cada mes.
Crossref es una asociación sin fines de lucro de aproximadamente 19.000 miembros votantes formada por 6.000 sociedades y editoriales, incluidas organizaciones comerciales y sin fines de lucro, 6.500 instituciones académicas y de investigación, financiadores de investigaciones, museos, repositorios, agencias gubernamentales y ONG. Crossref incluye miembros con diversos modelos de negocio, incluidos aquellos con políticas de acceso abierto y de suscripción. Crossref no proporciona una base de datos de textos completos decontenidos científicos. En su lugar, facilita los enlaces entre contenido distribuido alojado en otros sitios mediante el uso de metadatos abiertos e identificadores persistentes.
Crossref interconecta millones de elementos de una variedad de tipos de contenido, incluyendo revistas científicas, libros, memorias de congresos, subvenciones de investigación, artículos en progreso, informes técnicos y conjuntos de datos. El contenido vinculado incluye materiales de disciplinas científicas, técnicas y médicas (STM) y de ciencias sociales y humanidades (SSH). El modelo de sostenibilidad de Crossref incluye una cuota de membresía anual, una cuota por registro individual y tarifas de servicio adicionales, mientras que todos los metadatos permanecen abiertos sin restricciones. Crossref proporciona la infraestructura técnica y empresarial necesaria utilizando identificadores de objetos digitales (DOI). Crossref proporciona un servicio de consulta de sus registros a través de una REST API abierta y un cuadro de búsqueda.
Además de la tecnología y los metadatos que vinculan los objetos académicos, Crossref permite un contrato de vinculación común entre sus participantes. Los miembros aceptan asignar DOI al contenido actual de su revista y también aceptan vincular las referencias de su contenido al contenido de otros editores. Esta reciprocidad es un componente importante de lo que hace que el sistema funcione.
Otras organizaciones pueden participar en Crossref sin ser miembros mediante la integración de los metadatos. Dichas organizaciones incluyen bibliotecas, servidores de revistas en línea, proveedores de servicios, proveedores de bases de datos secundarias, motores de búsqueda y proveedores de herramientas de descubrimiento de artículos.

## Servicios
Crossref proporciona servicios adicionales como detección de plagio, búsqueda por financiación y un botón en las páginas de los artículos para determinar si hay actualizaciones de un artículo, por ejemplo, correcciones o retractaciones.

### Registro de financistas y subvenciones
Crossref mantiene un registro abierto de entidades que otorgan financiamiento con los cuales se puede interconectar los metadatos de objetos de investigación con los metadatos de financistas, premios, becas, uso de equipos y otras formas de subvención. Este registro, provee identificadores únicos a estos elementos originalmente y en su más reciente iteración, se integró con el Registro de Organizaciones de Investigación.

### Crossmark
El sistema de actualización Crossmark facilita actualizaciones, correcciones y retractaciones para la comunidad académica. El lector simplemente hace clic en el botón Crossmark para ver la información del estado del documento. Si existe una actualización, la información de estado incluirá un enlace DOI a la declaración de corrección o retractación.

## Premios
En septiembre de 2012, Crossref recibió el premio de la Asociación de Editores de Sociedades Profesionales y Cultos (ALPSP) por su contribución a las publicaciones académicas. Según ALPSP, "Con más de 4.000 editoriales participantes, el alcance de Crossref es internacional y está muy bien considerado no sólo entre las editoriales, sino también entre la comunidad literaria y los investigadores. Crossref ha aprovechado esta posición única para ofrecer otros servicios como Crossref Cited by Linking, CrossCheck, CrossMark y el más reciente proyecto, FundRef. Los servicios de Crossref brindan soluciones que la industria puede implementar mejor de manera colectiva para mejorar las comunicaciones académicas".
El Consejo de Editores Científicos (CSE) otorgó a Crossref su Premio al Logro Meritorio en la reunión anual del CSE en mayo de 2009. Esta fue la segunda vez que el premio se entregó a una organización en lugar de a un individuo.
En septiembre de 2008, ALPSP otorgó a Crossref su premio a la Innovación en Publicaciones por el servicio de detección de plagio CrossCheck basado en el software iThenticate.